# Puchar Świata w Kolarstwie Szosowym 2001
Puchar Świata w kolarstwie szosowym w sezonie 2001 to trzynasta edycja tej imprezy. Organizowany przez UCI, obejmował dziesięć wyścigów, z których wszystkie odbyły się w Europie. Pierwszy wyścig – Mediolan-San Remo – odbył się 24 marca, a ostatni – Giro di Lombardia – 20 października.
Trofeum sprzed roku bronił Niemiec Erik Zabel. W tym sezonie w klasyfikacji generalnej najlepszy okazał się Holender Erik Dekker. Najlepszym teamem okazał się holenderski Rabobank.

## Kalendarz
| Data  | Wyścig                   | Zwycięzca          | Drugi                | Trzeci            |
| ----- | ------------------------ | ------------------ | -------------------- | ----------------- |
| 24.03 | Mediolan-San Remo        | Erik Zabel         | Mario Cipollini      | Romāns Vainšteins |
| 08.04 | Ronde van Vlaanderen     | Gianluca Bortolami | Erik Dekker          | Denis Zanette     |
| 15.04 | Paryż-Roubaix            | Servais Knaven     | Johan Museeuw        | Romāns Vainšteins |
| 22.04 | Liège-Bastogne-Liège     | Oscar Camenzind    | Davide Rebellin      | David Etxebarria  |
| 28.04 | Amstel Gold Race         | Erik Dekker        | Lance Armstrong      | Serge Baguet      |
| 11.08 | Clásica de San Sebastián | Laurent Jalabert   | Francesco Casagrande | Davide Rebellin   |
| 19.08 | HEW-Cyclassics           | Erik Zabel         | Romāns Vainšteins    | Erik Dekker       |
| 26.08 | Mistrzostwa Zurychu      | Paolo Bettini      | Jan Ullrich          | Fernando Escartín |
| 07.10 | Paryż-Tours              | Richard Virenque   | Óscar Freire         | Erik Zabel        |
| 20.10 | Giro di Lombardia        | Danilo Di Luca     | Giuliano Figueras    | Michael Boogerd   |

## Klasyfikacja indywidualna
| Lp. | Zawodnik             | Team                 | Punkty |
| --- | -------------------- | -------------------- | ------ |
| 1.  | Erik Dekker          | Rabobank             | 331    |
| 2.  | Erik Zabel           | Team Deutsch Telekom | 250    |
| 3.  | Romāns Vainšteins    | Domo-Farm Frites     | 229    |
| 4.  | Paolo Bettini        | Mapei – Quick Step   | 201    |
| 5.  | Davide Rebellin      | Liquigas – Pata      | 170    |
| 6.  | Francesco Casagrande | Fassa Bortolo        | 156    |
| 7.  | Richard Virenque     | Domo-Farm Frites     | 150    |
| 8.  | Oscar Camenzind      | Lampre – Daikin      | 141    |
| 9.  | Gianluca Bortolami   | Tacconi Sport        | 130    |
| 10. | Johan Museeuw        | Domo-Farm Frites     | 116    |

## Klasyfikacja drużynowa
| Lp. | Team             | Punkty |
| --- | ---------------- | ------ |
| 1.  | Rabobank         | 73     |
| 2.  | Domo-Farm Frites | 64     |
| 3.  | Mapei-Quick Step | 55     |
| 4.  | Fassa Bortolo    | 54     |
| 5.  | Lampre-Daikin    | 41     |